# 小野市立ひまわりの丘公園
小野市立ひまわりの丘公園 （おのしりつひまわりのおかこうえん）は、兵庫県小野市浄谷町にあり、約80,000平方メートルの広さを誇る多目的公園。

## 概要
国道175号に隣接し、夏はヒマワリ、春はレンゲ、菜の花、秋にはコスモス等、季節の花々が咲き乱れる。当初は市の花・ヒマワリを始めとする季節の花畑だけの公園であったが、近年（2002年（平成14年）4月）、大規模に整備され、大型遊戯施設、西洋風庭園、飲食施設（そろばん亭）、商業施設（小野物産館オースト、サンパティオおの）などを併設したことで、集客は飛躍的に向上、新しい市民の憩いの場となっている。
ヒマワリの品種は「サンリッチレモン」や「太陽」などが中心で、見頃は毎年、6月末日〜7月上旬頃と早く、盛夏にはすでに摘み取られてしまう。コスモスの品種はセンセーションで花の見頃は11月初旬〜中旬。

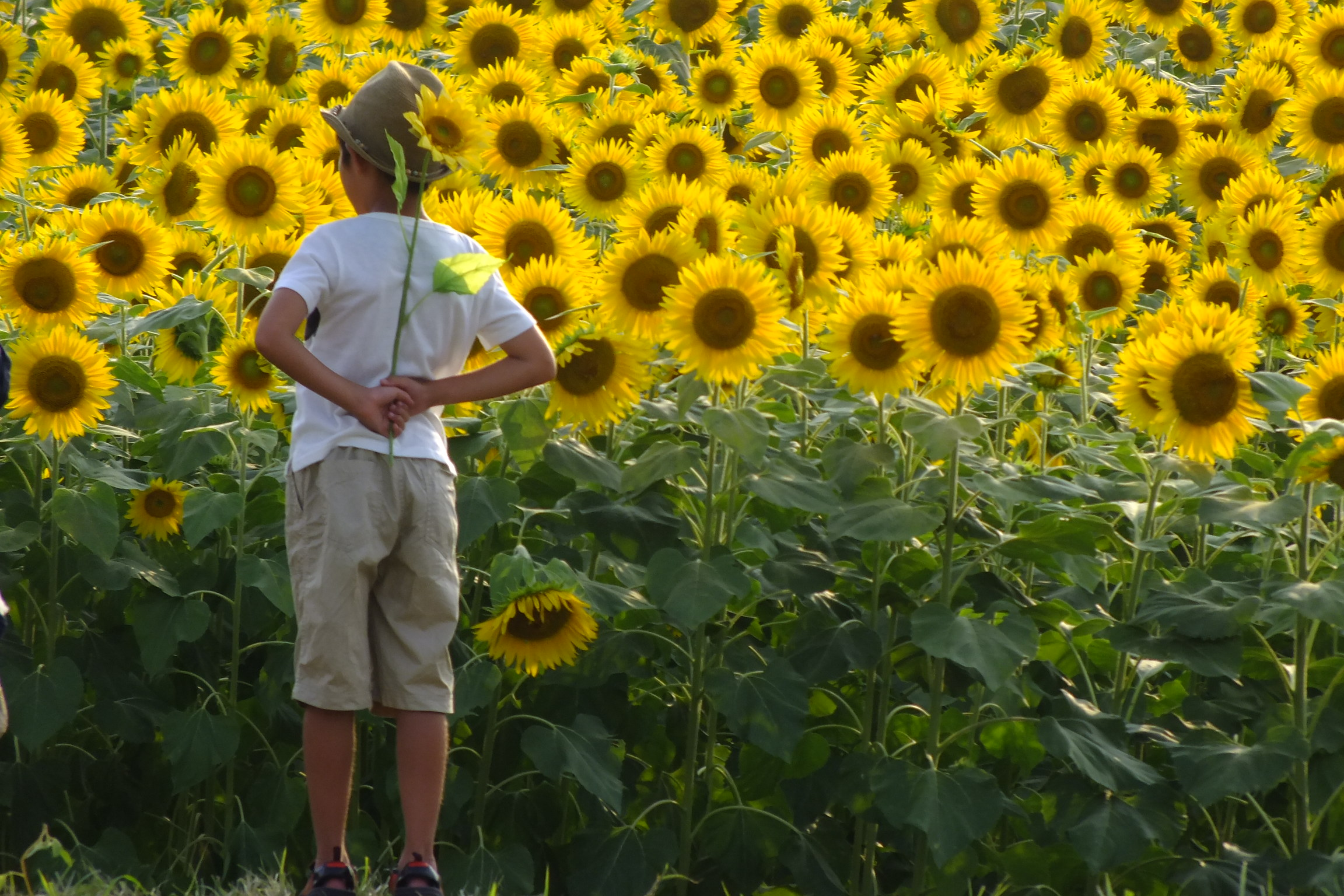
7月が盛期のひまわり畑

国道からもよく見え、公園のシンボルともなっている「ひまわりの塔」は、小野市のPRとイメージアップを図る目的で、小野市出身で二科会審査員の長谷川雅司が市花「ひまわり」をイメージし、デザインされた高さ20m、重さ約260トンにもなる巨大な御影石の塔である。1991年（平成3年）に完成したもので、ヒマワリ畑とともに、竹下内閣当時にふるさと創生1億円事業の1億円を使い作られたものである。頂部に「ひまわり」、中央部には「小野市章」、国宝「浄土寺」、県立自然公園「鴨池」、特産品の「そろばん」「金物」が浮き彫りにされ、夜間はライトアップされる。

## 施設

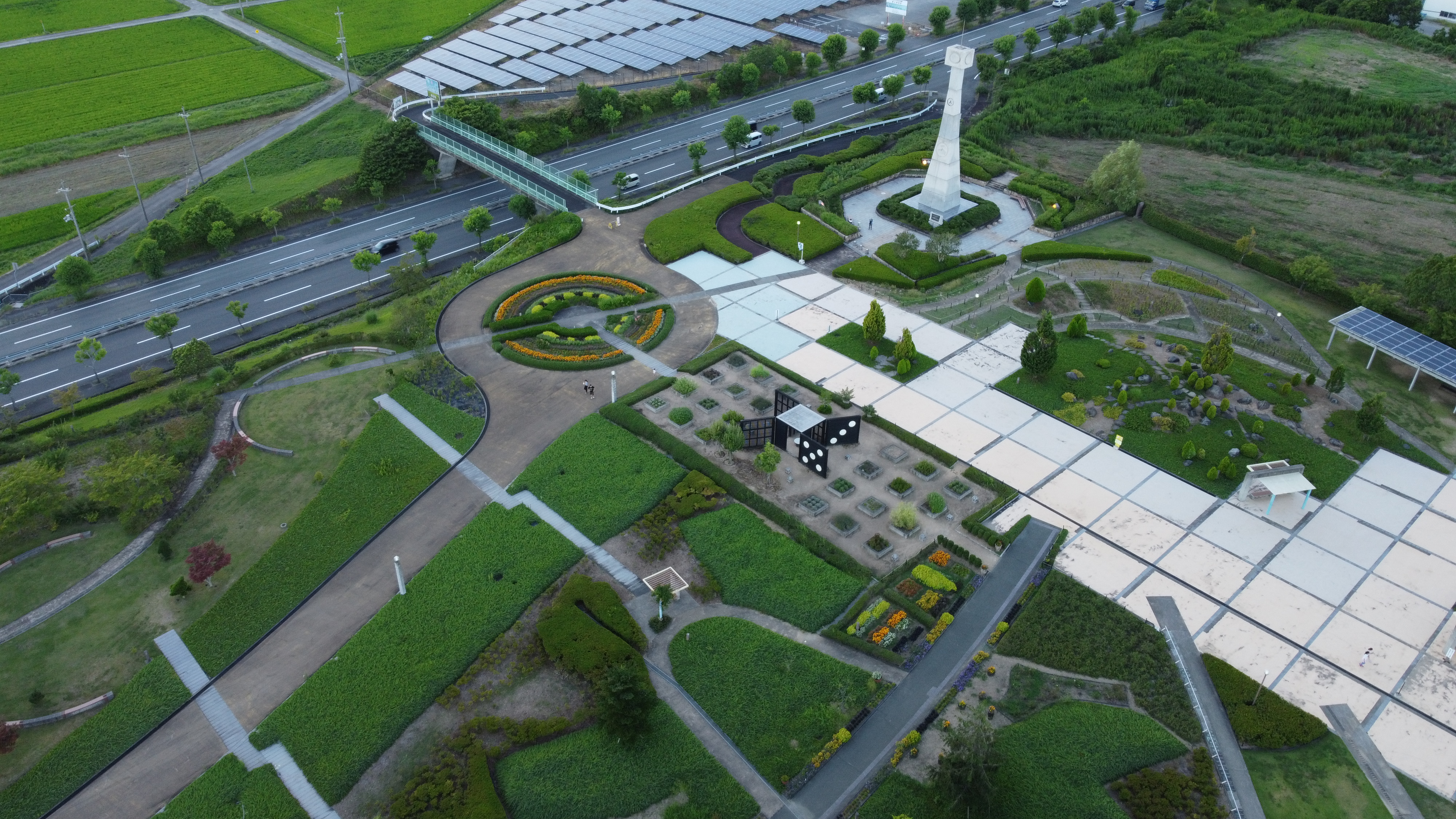
小野市立ひまわりの丘公園空撮

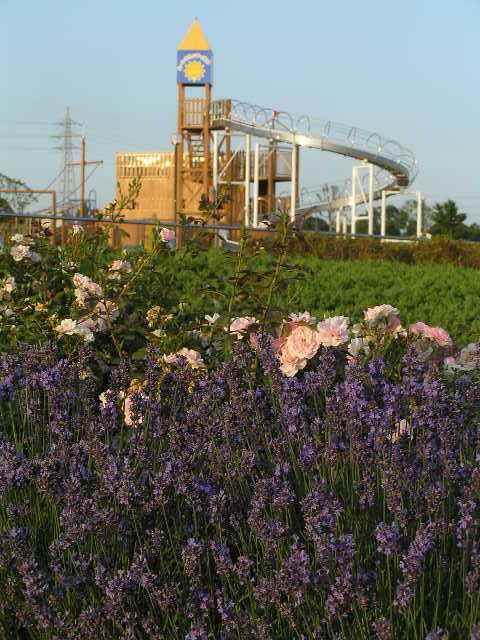
ハーブ畑と滑り台

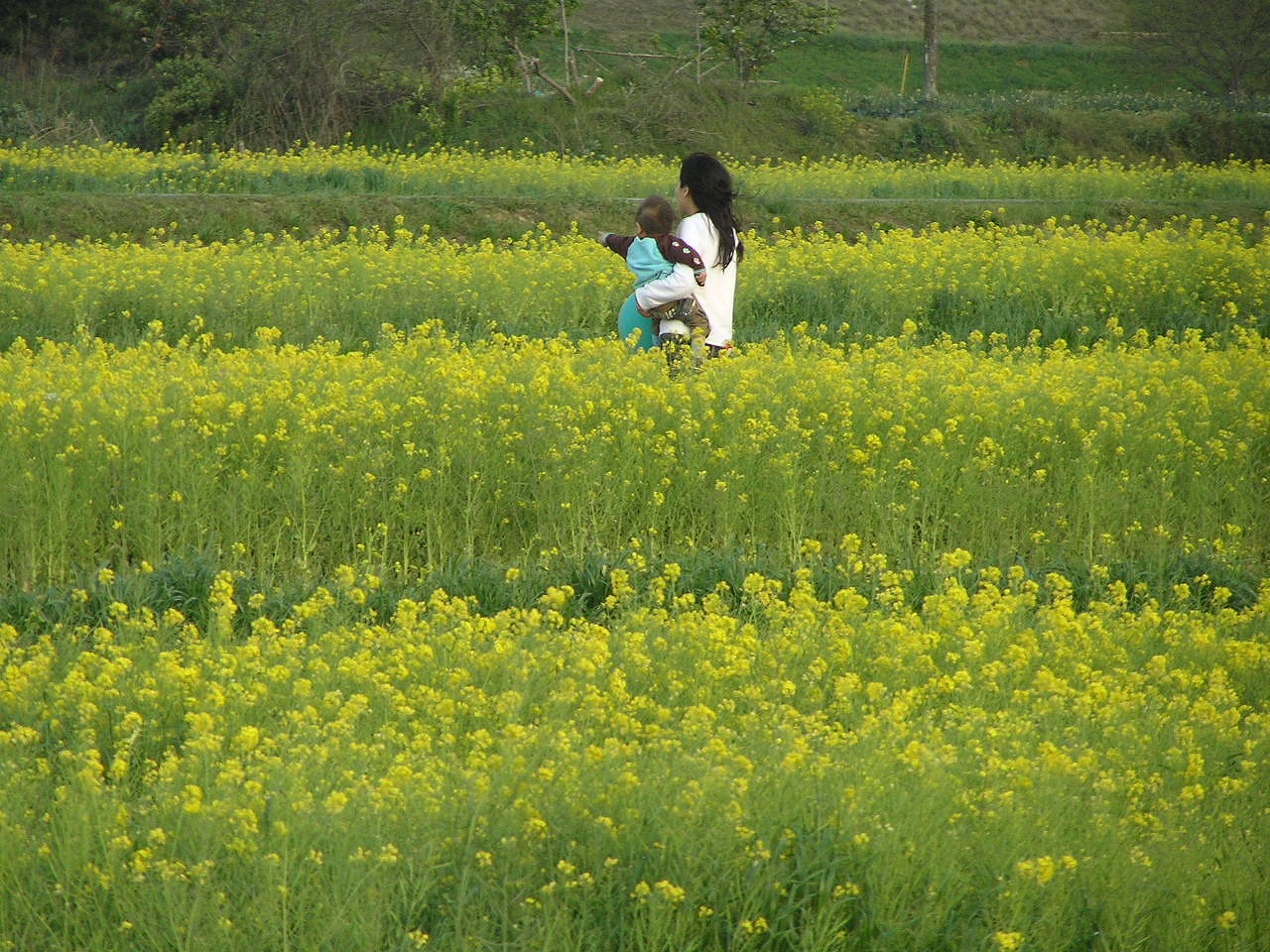
春の菜の花畑

小野物産館オースト（10：00～16：00 火曜、12月31日～1月2日休み）
小野の産品・銘品をそろえるコミュニケーションショップ。木工芸品から金物、園芸用品、手芸品、食品・一般商品まで幅広い商品が並んでいる。
パークセンター（9：00〜17：00）
サンパティオおの（9：00〜16：00 水曜・年末年始休）
JA兵庫みらいによる農産物の直売所。とれたての新鮮な野菜が販売されている。
小野市立児童館チャイコム
子育て支援の拠点として機能。館内には遊戯室、幼児室、授乳室のほか、図書室や集会室、相談室などがある。
ヨーロッパ風ガーデン
ガゼボやベンチが配置された開放的な庭はヨーロッパ風にアレンジされ、各種ハーブ、バラをはじめ季節の植物で四季を通して楽しめる。池を囲んで和風にアレンジされたコーナーもある。
その他
レストラン　そろばん亭（11：00～22：30 年末年始休み）
海賊船パニックワールド

## 所在地
- 兵庫県小野市浄谷町1545-321

## 交通アクセス
- 自家用車

中国自動車道『滝野社インターチェンジ』より国道175号を南へ約8km（左折進入）
山陽自動車道『三木小野インターチェンジ』より国道175号を北へ、約7km（右折進入）